# Pseudofentonia anamiana
Pseudofentonia anamiana är en fjärilsart som beskrevs av Nakamura 1972. Pseudofentonia anamiana ingår i släktet Pseudofentonia och familjen tandspinnare. Inga underarter finns listade i Catalogue of Life.